# Crassula tuberella
Crassula tuberella är en fetbladsväxtart som beskrevs av Tölken. Crassula tuberella ingår i släktet krassulor, och familjen fetbladsväxter. Inga underarter finns listade i Catalogue of Life.